# Rebel Rouser/Stalkin'
Rebel Rouser/Stalkin' è un  singolo  del musicista statunitense Duane Eddy, pubblicato per la prima volta nel 1958.

## Il disco
I due brani sono strumentali e sono uno dei primi esempi del twangy style inventato dallo stesso Eddy; sono tratti dall'album Have 'Twangy' Guitar - Will Travel.
Il disco ha raggiunto la 6ª posizione negli Stati Uniti e la 19ª in Gran Bretagna.
Rebel Rouser è stata inserita nella colonna sonora di diversi film fra cui Forrest Gump.

## Tracce
LATO A
1. Rebel Rouser – 2:01 (musica: Duane Eddy, Lee Hazlewood; edizioni musicali Gregmark Music, Inc.)

LATO A
1. Stalkin' – 1:59 (musica: Duane Eddy, Lee Hazlewood; edizioni musicali Gregmark Music, Inc.)